# میخیلو کالوین
میخیلو کالوین (اوکراینی: Михайло Петрович Калугін؛ زادهٔ ۲۰ نوامبر ۱۹۹۴) بازیکن فوتبال اهل اوکراین است.
از باشگاه‌هایی که در آن بازی کرده‌است می‌توان به باشگاه فوتبال تورپیدو-بلاز ژودزینا، باشگاه فوتبال ماریوپول، باشگاه فوتبال آرارات ایروان، باشگاه فوتبال متالیست خارکوف، و باشگاه فوتبال چورنومورتس اودسا اشاره کرد.